# Colonia de Terranova
La colonia de Terranova fue una colonia inglesa establecida en 1610 en la isla del mismo nombre en la costa atlántica de Canadá, incluido en lo que hoy en día es la provincia canadiense de Terranova y Labrador. Se hizo una colonia de la corona en 1854 y un dominio del Imperio británico en 1907. En 1949 se unió a la Confederación Canadiense como la provincia de Terranova.

## Historia
A la llegada de los ingleses, la región estaba habitada por los pueblos beothuk, los cuales se extinguieron gradualmente gracias a las nuevas enfermedades infecciosas transmitidas por los colonos, a las que no tenían inmunidad, y por la pérdida de su hábitat por el asentamiento de ingleses y franceses.
De 1610 a 1728, los gobernadores propietarios fueron nombrados para establecer asentamientos coloniales en la isla, ya que Inglaterra trataba de crear puntos de apoyo en América del Norte. John Guy fue el gobernador del primer asentamiento en la ensenada de Cúper. Otros asentamientos fueron Bristol Hope, Renews-Cappahayden, Cambriol, South Falkland y Avalon, que se organizó como una provincia en 1623. El primer gobernador al que se le dio jurisdicción sobre toda Terranova fue Sir David Kirke en 1638, fortificando al año siguiente San Juan.
Durante este período, Francia también estableció asentamientos en la región, sobre todo en el oeste, en lo que ahora es Quebec. Tenían fuertes lazos comerciales con muchas de las primeras naciones a lo largo de la costa del Atlántico, incluidos los mi'kmaq y otros pueblos algonquinos. La rivalidad entre Inglaterra y Francia en Europa se muestra en los conflictos en América del Norte, donde lucharon por el predominio. Estos fueron particularmente fuertes en Terranova, donde los asentamientos coloniales ingleses en las costas orientales estaban en las proximidades de las reclamaciones francesas en el sur, que apodaron Plaisance. La colonia de Terranova fue casi arrasada durante la campaña de la península de Avalon de la guerra del rey Guillermo. En 1696 las fuerzas armadas francesas y las de sus aliados Mi'kmaq eliminaron todos menos un puñado de establecimientos ingleses en la isla de Terranova. Durante el próximo año, los ingleses repoblaron y reconstruyeron la colonia. Por el Tratado de Utrecht en 1713 Francia cedió toda Terranova a la Corona británica.
Teniendo en cuenta el aislamiento de la colonia de Terranova, de las más meridionales Trece Colonias de Norteamérica (y también de la todavía leal colonia de Nueva Escocia), no se involucra en la rebelión colonial de la década de 1770. Un convoy que trasladaba al nuevo gobernador de la colonia, fue atacado el 25 de junio de 1782 con éxito por el almirante español Luis de Córdova y Córdova, durante la guerra anglo-española. Después de que la guerra revolucionaria americana terminó en 1783 con la independencia de los Estados Unidos de América, la colonia de Terranova se convirtió en parte de la Norteamérica británica. La Corona reasento a algunos legitimistas en Terranova, pero a la mayoría se les dieron tierras en Nueva Escocia y en la actual Ontario.
Se convirtió en una Colonia de la Corona en 1825, y Thomas John Cochrane, un oficial de la Marina Real, fue nombrado como su primer gobernador. Él dirigió la construcción de la Casa de Gobierno, que se encuentra entre Fort William y Fort Townshend. A la colonia se le concedió una constitución en 1832, y Cochrane se convirtió en su primer gobernador civil.
A la colonia se le concedió un régimen de autonomía en 1854. Philip Francis Little fue el primer ministro de la colonia de Terranova entre 1855 y 1858. En el período de 1864-1869 la colonia rechazo unirse con Canadá.
En 1907, Terranova se convirtió en el Dominio de Terranova, un dominio del Imperio británico. Junto con Labrador, un área en el continente, se unió a Canadá en 1949 como la provincia de Terranova.